# Token Racing
A Token Racing egy brit Formula–1-es csapat volt. A Ron Dennis által alapított Rondel Racing sikeres Formula–2-es csapat utódja. Ezt a csapatot Neil Trundle megvásárolta és felvitte Formula–1-be. Az F1-es autókat Ray Jesson tervezte. A csapat 1974-ben debütált, azonban ezt az energiaválság majdnem megakadályozta. Anyagi támogatást kértek, amit meg is kaptak Tony Vlassopoulótól és Ken Grohtól(érdekes módon először ezt a BRM csapatával akarták megtenni). Az autó elég gyengére sikerült első pilótája Tom Pryce csak arra használta hogy, bemutatkozzon az F1-nek. Később erre használta David Purley és Jan Ashley is. A csapat végül más kezekbe került ahol átkeresztelték Safir-nak. Az autó csak néhány versenyen indult és eredményeket sem ért el. Összesen négy autót raktak össze, amelyeket Ford motorok hajtottak, mint akkoriban a versenyautók 90%-át.

## Formula–1-es eredményei
(táblázat értelmezése)
| Év   | Kasztni | Motor   | Gumi | Versenyzők | 1   | 2   | 3   | 4   | 5   | 6   | 7   | 8   | 9   | 10  | 11  | 12  | 13  | 14  | 15  | Pont | Helyezés |
| ---- | ------- | ------- | ---- | ---------- | --- | --- | --- | --- | --- | --- | --- | --- | --- | --- | --- | --- | --- | --- | --- | ---- | -------- |
| 1974 | RJ02    | Ford V8 | F    |            | ARG | BRA | RSA | ESP | BEL | MON | SWE | NED | FRA | GBR | GER | AUT | ITA | CAN | USA | 0    | –        |
| 1974 | RJ02    | Ford V8 | F    | Pryce      |     |     |     |     | Ki  |     |     |     |     |     |     |     |     |     |     | 0    | –        |
| 1974 | RJ02    | Ford V8 | F    | Purley     |     |     |     |     |     |     |     |     |     | Nk  |     |     |     |     |     | 0    | –        |
| 1974 | RJ02    | Ford V8 | F    | Ashley     |     |     |     |     |     |     |     |     |     |     | 11  | Hn  |     |     |     | 0    | –        |